# Абая (озеро)
Аба́я (Аббая, Маргерита, Абай, Абба; амх. አባያ ሐይቅ) — второе по величине озеро Эфиопии, находится на границе региона Оромия и области Народностей Южной Эфиопии.
Первооткрывателем озера для европейской науки был итальянский исследователь Витторио Боттего.
На юго-западном берегу озера находится город Арба-Мынч.